# Alhóndiga de Granaditas

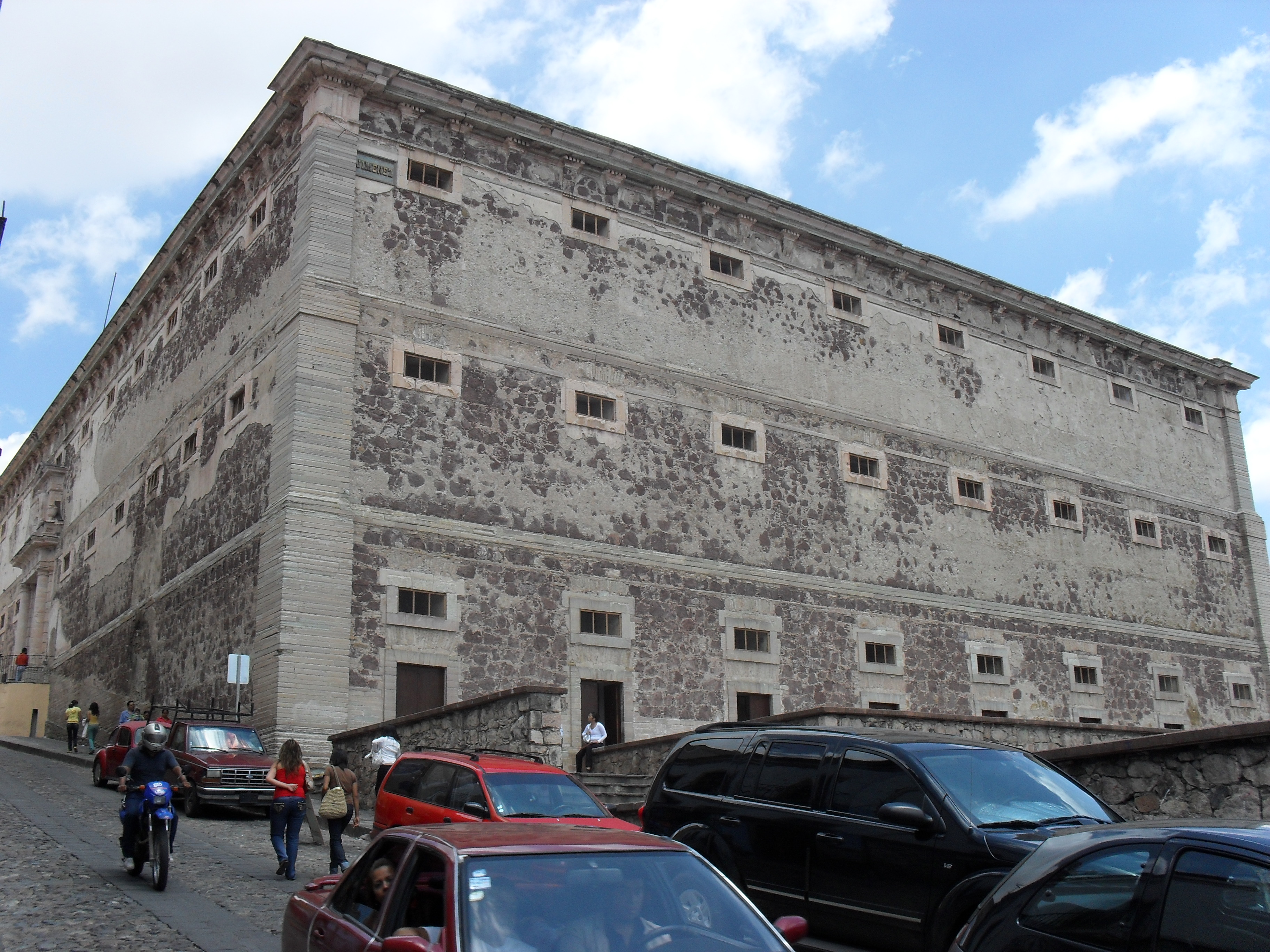
L`Alhóndiga de Granaditas à Guanajuato.

L`Alhóndiga de Granaditas est une halle aux blés construite à la fin du XVIIIe siècle dans la ville de Guanajuato au Mexique. La construction a commencé en 1796, sur ordre du vice-roi Miguel de la Grúa Talamanca de Carini y Branciforte, conçu par l'architecte José del Mazo y Avilés.
Son but initial était le stockage des céréales, mais cette fonction ne dura pas longtemps, puisque quelques mois plus tard, en septembre 1810, la ville fut prise par les insurgés. Cette halle est réputée pour avoir été la scène d'une des premières actions militaires de la Guerre d'indépendance du Mexique, la prise de l'Alhóndiga de Granaditas. 
Depuis 1958, le musée régional de Guanajuato Alhóndiga de Granaditas est installé dans le bâtiment.